# Medina confinis
Medina confinis är en tvåvingeart som beskrevs av Ziegler och Hiroshi Shima 1996. Medina confinis ingår i släktet Medina och familjen parasitflugor. Inga underarter finns listade i Catalogue of Life.